# Die Kleinen Fische
Die Kleinen Fische war ein literarisch-musikalisches Kabarett der 1950er Jahre im Münchener Stadtteil Schwabing, welches bis zu seiner Auflösung von der Autorin und Schauspielerin Therese Angeloff geleitet wurde.

## Geschichte
Das Ensemble begründete sich vorläufig mit dem kabarettistischen Faschingsprogramm Kleine Fische im Schwabinger literarischen Klub Schublade. Das Einstunden-Programm mit Texten von Therese Angeloff und Kompositionen sowie Begleitung des Kirchenkomponisten Wolfgang Schoor wurde u. a. mit Lia Pahl, Wera Paintner, Anita Bucher, Hannes Ganz und Therese Angeloff auf der Bühne ein völlig überraschender Premierenerfolg. Diesem folgten zahlreiche Engagements zu Aufführungen in Schwabinger Lokalen, wie z. B. der Katakombe und der Seerose.
Sein erstes festes Domizil fand das Ensemble mit seiner offiziellen Gründung im April 1953 in einer ehemaligen Bar der amerikanischen Armee in der Leopoldstraße. Zum Schauspielerstamm des Kabaretts stießen Erich Sehnke und Ingrid van Bergen. Letztere stand mit dem Ensemble erstmals auf einer Bühne. Die musikalische Leitung übernahm Charlie Engels. Kompositionen steuerte auch Joachim Faber bei. Kinga von Felbinger ersetzte nach drei Jahren Anita Bucher, welche als einzige Schauspielerin das Ensemble vor seiner Auflösung verließ.
Therese Angeloff  vertrat die Rebellion gegen den Ungeist der Zeit und seine konkreten Auswüchse, wie z. B. die Wiederauferstehung des militärischen Geistes mit der Rückkehr hoher Offiziere aus der Kriegsgefangenschaft, die  Konfessionalisierung der bayerischen Schulen und die Wiederaufrüstung. Das links-kritische Kabarett gehörte zu den ersten Opfern politischer Hörfunkzensur von kabarettistischen Programmen in der BRD. Das Ensemble verzichtete 1954 gänzlich auf die Ausstrahlung einer Programmaufzeichnung durch den Bayerischen Rundfunk, nachdem u. a. Landtagspräsident Alois Hundhammer (CSU) die Entfernung einer Nummer vor der Ausstrahlung verlangte.
Das Kabarett war vielfach Gastgeber für bekannte Künstler, u. a. Klaus Kinski und Michael Ende, die Programmnummern wurden jedoch über alle Jahre hinweg fast ausnahmslos von Therese Angeloff geschrieben. Für Gastaufenthalte in Scheveningen und Amsterdam übernahm das damals noch relativ unbekannte Kabarett Die Namenlosen, u. a. mit dem Studenten Dieter Hildebrandt, für mehrere Wochen die Verpflichtungen des Kabaretts in München. Das Überleben des Ensembles war manchmal glücklichen Zufällen zu danken, wie z. B. dem Besuch und dem Lob durch Theodor Heuss, deren Wirkung das Besuchertief im Hitzesommer 1958 schlagartig beendete.